# Gaëtan Dumas
Pour les articles homonymes, voir Dumas.
Gaëtan Dumas, né à Marseille le 22 janvier 1879 et mort à Bordeaux le 24 novembre 1950, est un peintre et poète français.

## Biographie
Membre du Salon des Tuileries, il expose aussi Salon des indépendants de 1927 les toiles Les étrennes et La Méridienne et en 1928, Baigneuse assise et Offrande à Vénus. Il présente de même cette année-là au Salon d'automne, Baigneuse et Nu aux bas noirs.
Une rue de Bordeaux porte son nom.

## Publications
- 1918 : Lauriers rouges, poèmes de guerre 1914-1918
- Visions d'automne. Variations poétiques, avec six aquarelles de l'auteur. Préface de Georges Dumas, introduction de J. Saqui
- 1956 : Carnets d'atelier, Bordeaux : Raymond Picquot